# Clal House
Clal House – biurowiec w osiedlu Centrum Tel Awiwu w mieście Tel Awiw, w Izraelu.
Wieżowiec został wybudowany w 1971.

## Dane techniczne
Budynek ma 23 kondygnacji i wysokość 81 metrów.
Wieżowiec wybudowano w stylu architektonicznym określanym nazwą modernizmem. Wzniesiono go z betonu. Elewacja jest wykonana w kolorach jasnoszarym, ciemnoszarym i jasnym brązie.
Wieżowiec jest wykorzystywany jako biura firmy ubezpieczeniowej Clal. Pięć dolnych pięter zostało przeznaczonych na parking samochodowy.